# سيرو تايواني
السيرو التايواني أو الساروية التايوانية (الاسم العلمي: Capricornis swinhoei) حيوان ثديي من جنس السيرو. متوطن في جزيرة تايوان.